# 嗜热盐丝菌属
嗜热盐丝菌属為盐厌氧菌目盐厌氧菌科的一属厌氧革兰氏阴性杆状菌。不生芽孢。此属的模式种也是唯一种为奥氏嗜热盐丝菌(Halothermothrix orenii)。

## 下属物种
- 奥氏嗜热盐丝菌 Halothermothrix orenii Cayol et al. 1994